# Касано Ирпино
Каса̀но Ирпѝно (на италиански: Cassano Irpino) е село и община в Южна Италия, провинция Авелино, регион Кампания. Разположено е на 510 m надморска височина. Населението на общината е 996 души (към 2010 г.).